# Джил, Тим
Тим Джил (англ. Tim Jeal) (род. 27 января 1945 года в Лондоне, Англия) — биограф видных деятелей викторианской эпохи, писатель. Среди его публикаций — мемуары и биографии Давида Ливингстона (1973), Роберта Бадена-Пауэлла (1989) и Генри Мортона Стэнли (2007). Джил получил классическое образование в Лондоне и Оксфорде, живет в Северном Лондоне. У него жена и три дочери.

## Биография
Мать Джила — Нора Пейзли, дочь баронета сэра Томаса Пейзли и Констанс Уильмот Анни Хастингс, которая была дочерью 13-го графа Хантингтона. Джил получил образование в Вестмистерской школе (Westminster School), Лондон и колледже Крайст-Чёрч Оксфордского университета. С 1966 по 1970 Джил работал в BBC Television в отделе услуг. Женат на Джойс Джил, у них трое дочерей.

## Публикации
С 1960-х Джил начал писать книги для издательств Лондона и Нью-Йорка. Хотя большинство его трудов — художественные произведения, известен он прежде всего как биограф.
В биографии Ливингстон (Livingstone) (1973) Тим Джил первым показал человека, а не кумира, описав ошибки и недостатки знаменитого исследователя и миссионера. Книга стала основой документального фильма BBC TV и фильма канала Discovery. Биография Ливингстон никогда не издавалась после первой публикации в 1973 году и только в 2013 была переиздана в переработанном и дополненном виде издательством Йельского университета.
В книге Баден-Пауэлл (Baden-Powell) (1989) Джил предложил пересмотренный вариант биографии Роберта Бадена-Пауэлла, основателя скаутского движения, чем восстановил репутацию британского военачальника, подпорченную в XX веке. Однако Джил также предположил, что Пауэлл был гомосексуалом, пусть и скрытным, это вызвало пристальное внимание прессы, итогом стало переиздание бойскаутской организацией ранней биографии Пауэлла, написанной Уильямом Хиллкортом, попытка отвлечь внимание от книги Джила и уменьшить её продажи. В 1995 году работа Джила стала основой документального фильма Channel Four из серии «Тайная жизнь» под названием Лорд Баден-Пауэлл: Бойскаут (Lord Baden-Powell: The Boy Man).
В 2007 выходит пересмотренная биография Генри Мортона Стэнли, в которой автор сочувственно отнесся к знаменитому путешественнику. Профессор Джон Кари в интервью The Sunday Times согласился, что Джил в своей книге успешно проводит «ярую, сложную защиту человека, которого история только проклинала» и заключает: «Любой, кто после прочтения этой книги, подумает, что поступил бы лучше, чем Стэнли, столкнувшись с теми же опасности, должен иметь бурное воображение».
Тим Гардам заявил The Observer, что Джил «выполнил миссию по реабилитации одного из самых сложных героев викторианской Великобритании». Кевин Рашби отметил в The Guardian, что знает «опасность подобных пересмотров истории» и сомневается, что Стэнли был так невинен, как утверждает Джил. Назвав Стэнли «удивительным образцом эрудированности, который читается с легкостью», он, однако, выразил сомнение, что книга станет «последним словом о Генри Мортоне Стэнли». Джейсон Робертс в Washington Post написал о «доминирующей, авторитетной биографии», «неподдельном триумфе…», а книжный обозреватель New York Times Book Review Пол Теру назвал ее «самой удачной, самой содержательной, самой полной и интересной [биографией Стэнли]».
У Тима Джила был уникальный доступ к огромному собранию данных о Стэнли в Королевском музее Центральной Африки в Брюсселе, он видел множество писем, дневников и других документов (включая переписку между Стэнли и королем Бельгии Леопольдом), ранее недоступных предыдущим биографам. У книги были и противники. Один обозреватель написал: «Если Джил пытался воскресить человечного Стэнли, то я должен признать, это — полный провал.», а также предложил автору «отложить в сторону личные пристрастия и дать истории говорить самой за себя. Вместо этого Джил написал политическую книгу в защиту монстра истории».

### Романы
- For Love or Money (1967)
- Somewhere Beyond Reproach (1968)
- Cushing’s Crusade (1974)
- Until the Colours Fade (1976)
- A Marriage of Convenience (1979)
- Carnforth’s Creation (1983)
- For God or Glory (1996) в США; в Великобритании был опубликован под названием The Missionary’s Wife (1997)
- Deep Water (2000)

### Биографии
- Livingstone (Ливингстон) (1973) (о Давиде Ливингстоне)
- Baden-Powell (Баден-Пауэлл) (1989) (о Роберте Баден-Пауэлле)
- Swimming with My Father (2004) (мемуар)
- Stanley: The Impossible Life of Africa’s Greatest Explorer (2007) (о Генри Мортоне Стэнли)
- Explorers of the Nile: The Triumph and Tragedy of a Great Victorian Adventure (2011) (о Джоне Ханнинге Спике, Ричарде Фрэнсисе Бертоне и многих других)

## Награды и признание
- 1973 New York Times Notable Book of the Year за Livingstone (Ливингстон)
- 1975 лауреат John Llewellyn Rhys Prize за Cushing’s Crusade[14]
- 1989 New York Times Notable Book of the Year за Baden-Powell (Баден-Пауэлл).
- 2004 попадание в шорт-лист PEN/Ackerley Prize за Swimming with my Father
- 2007 финалист Los Angeles Times Book Prize (Biography) за Stanley: The Impossible Life of Africa’s Greatest Explorer (Стэнли. Невероятная жизнь величайшего исследователя Африки)
- 2007 лауреат The Sunday Times «Biography of the Year» за Stanley: The Impossible Life of Africa’s Greatest Explorer (Стэнли. Невероятная жизнь величайшего исследователя Африки)
- 2007 победитель National Book Critics Circle Award (Biography) за Stanley: The Impossible Life of Africa’s Greatest Explorer (Стэнли. Невероятная жизнь величайшего исследователя Африки)[15].